# Cuyapó
Cuyapó es un municipio filipino de primera categoría, situado en la parte central de la isla de Luzón. Forma parte del Primer Distrito Electoral de la provincia de Nueva Écija situada en la Región Administrativa de Luzón Central, también denominada Región III.

## Geografía
Municipio situado en el extremo noroccidental de la provincia, fronterizo con las También provincias de Pangasinán y de Tarlac. 
Linda al norte con la mencionada provincia de Pangasinán, municipios de Rosales, Balungao y Umingán; al sur con los municipios de Nampicuán y de Guimba; al este con el de Talugtug; y al oeste con la provincia de Tarlac, municipios de San Manuel y Anao.

### Barangayes
El municipio se divide, a los efectos administrativos, en 51 barangayes o barrios, conforme a la siguiente relación:
| - Baloy - Bambanaba - Bentigán - Bibiclat - Bonifacio - Bued - Bulala - Burgos - Cabileo - Cabangarán - Cabatuán - Cacapasán - Calancuasán del Norte - Calancuasán del Sur | - Colosboa - Columbitíin - Curva - Distrito I de la Población. - Distrito II de la Población. - Distrito IV de la Población. - Distrito V de la Población. - Distrito VI de la Población. - Distrito VII de la Población. | - Distrito VIII de la Población. - Landig - Latap - Loob - Luna - Malbeg-Patalán - Malineng - Matindeg - Maycabán - Nagcuralán - Nagmisahán - Paitán del Norte - Paitán del Sur - Piglisán | - Pugo - Rizal - Sabit - Salagusog - San Antonio de Butao - San Jose - San Juan - Santa Clara - Santa Cruz - Simimbaan - Tagtagumbao - Tutuloy - Ungab - Villaflores |  |

## Etimología
En nombre del municipio proviene de la palabra pangasinense kuyapo, filipina kiyapò, ilocana lulluan, referida a la flor acuática Pistia stratiotes, abundante en este lugar donde acudían a pastar los ganados de Paniqui, municipio de la  Provincia de Tarlac.

## Historia
El 29 de octubre de 1859, el término de Cuyapó fue segregado del de Rosales de Pangasinan, siendo Juan Pangalilingán  su primer Gobernadorcillo.
Durante su mandato que se construyó la  iglesia parroquial católica y ejerció el cargo durante tres periodos, de 1859 a 1861, de 1862 a 1863 y de 1866 a 1869. Le sucedieron Francisco Cuevas de 1861 a 1862; Tomas Pangalilingan, de 1863 a 1864; y Manuel Sacramento, de 1864 a 1865.
El Apolinario Mabini Marker es el lugar donde durante la ocupación estadounidense de Filipinas fue detenida el 10 de diciembre de 1899 por Apolinario Mabini, conocido como el paralítico sublime. La calle dedicada a MacArthur  pasó a denominarse Mabini.